# Drephalys
Drephalys là một chi bướm ngày thuộc họ Bướm nâu.